# Entwaffnung

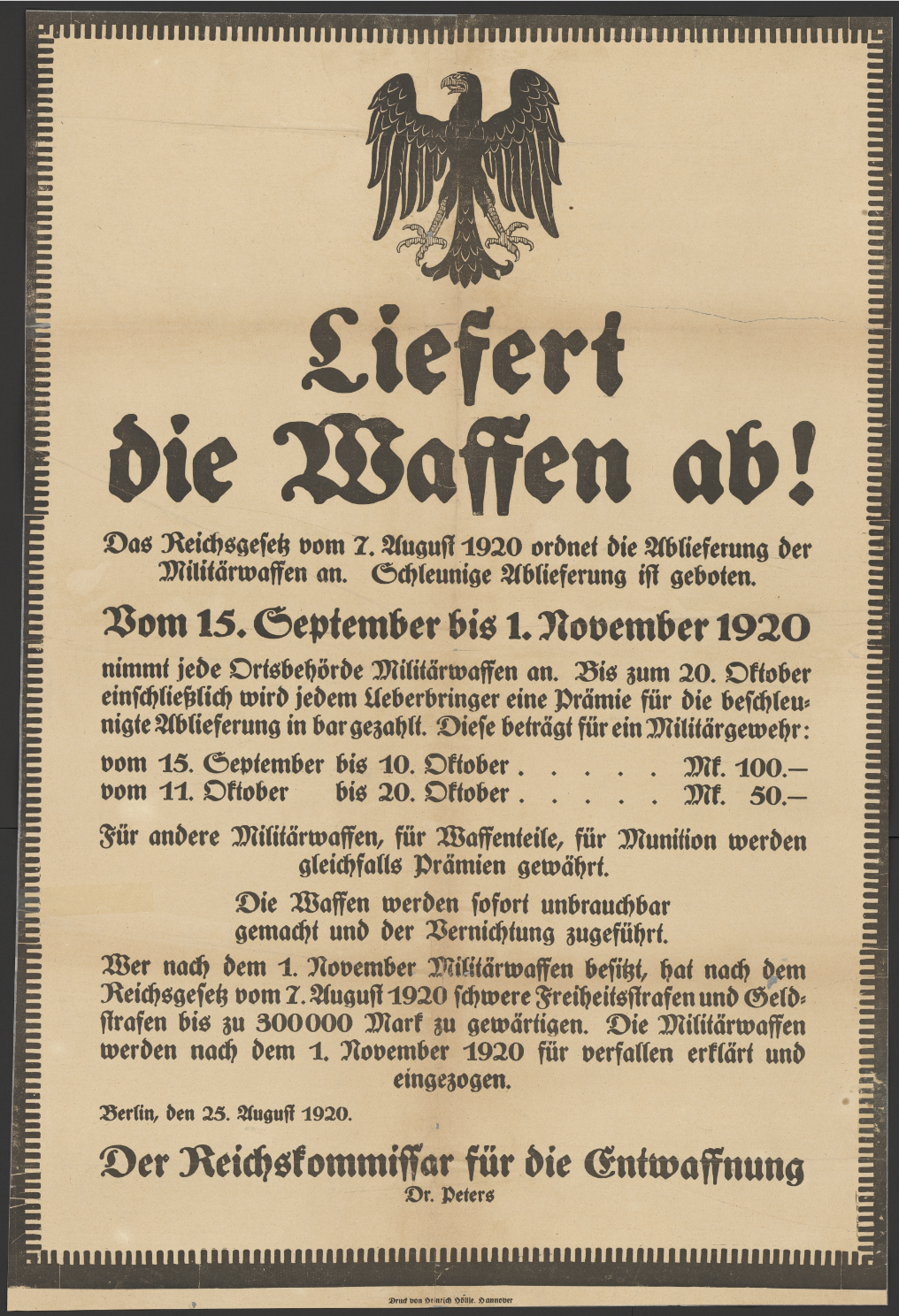
Amtliches Plakat „Liefert die Waffen ab!“;
1920 im Zuge der Bestimmungen des Versailler Vertrages im Auftrag von Wilhelm Peters von Heinrich Höltje in Hannover gedruckt

Eine Entwaffnung ist die meistens freiwillige Abgabe sämtlicher Waffen einer Partei an eine andere. Meist findet sie im Zuge eines Krieges (so zum Beispiel nach der Kapitulation) statt, aber auch bei Terroristen oder Geiselnahmen wird eine der Parteien entwaffnet.
Rechtlich gesehen ist eine Entwaffnung eine beschlossene Übereinkunft, meistens zwischen staatlichen Organen und paramilitärischen Verbänden, die Waffen niederzulegen und sie der Staatsgewalt zu übergeben, oft mit einer daraus resultierenden Amnestie für die Entwaffneten.
Die Entwaffnung ist ein Teil der Demobilisierung.
Eine weitere Bedeutung ist das Entwaffnen einer Person, z. B. beim Nahkampf.

## Bekannte Beispiele
1943 besetzte die Wehrmacht Italien (Fall Achse) und entwaffnete tausende italienische Soldaten, nachdem Italien im Waffenstillstand von Cassibile (unterzeichnet 3. September 1943) die Fronten gewechselt hatte.
Die westlichen Alliierten entwaffneten nach Ende des Zweiten Weltkriegs in der von ihnen besetzten Bizone in Deutschland die Wehrmacht (bis 1945), ließ sie aber pro forma bis 1947 weiterhin bestehen, so dass das Völkerrecht in Bezug auf Kriegsgefangene nicht unbedingt zur Anwendung kommen musste.